# Desi Reijers
Dirkje Johanna (Desi) Reijers (Doetinchem, 4 juni 1964) is een voormalig topzwemster uit Nederland, die met de vrouwenestafetteploeg de zilveren medaille won op de 4x100 meter vrije slag bij de Olympische Spelen in Los Angeles (1984). 
Bij datzelfde toernooi werd de zwemster van DDD (nu NDD) met de aflossingsploeg op de 4x100 meter wisselslag gediskwalificeerd wegens een te vroege overname. Een jaar eerder, bij de Europese kampioenschappen langebaan (50 meter) in Rome, maakte Reijers deel uit van de ploeg, die op de 4x100 vrij de zilveren medaille won. 